# Ove Rode

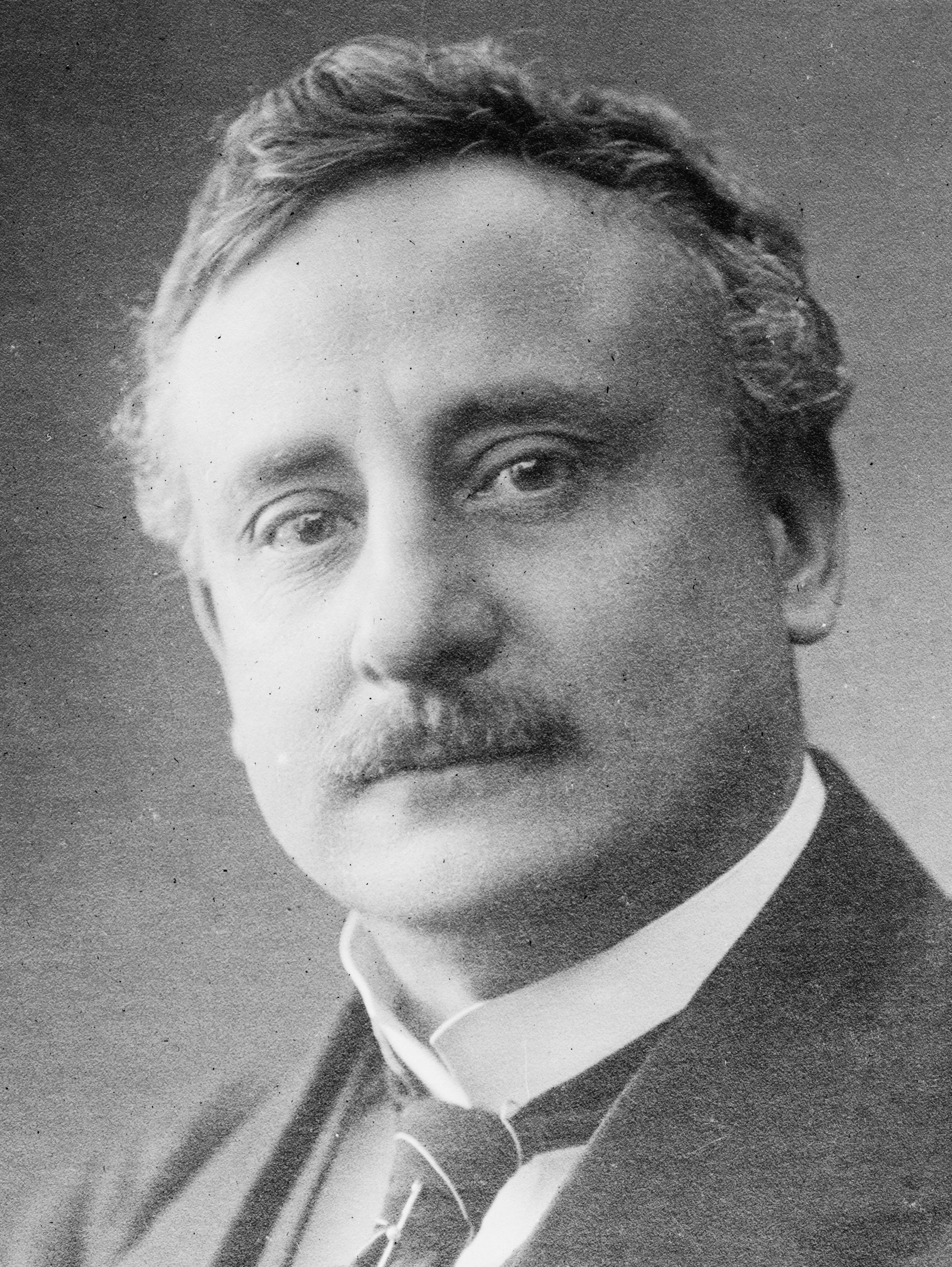
Ove Rode.

Ove Rode, född den 31 augusti 1867 i Gentofte, död den 11 juli 1933, var en dansk politiker och författare, son till Gotfred Rode, bror till Helge Rode. 
Rode blev 1885 student i Kristiania (nu Oslo) och återvände 1886 till Danmark, där han tidigt slog sig på journalistik. Redan 1887–1888 var han redaktör av den radikala veckotidningen "Piraten" och 1889–1892 av den nyuppsatta dagliga tidningen "København" och blev sedan medarbetare i "Politiken", 1897 redaktionssekreterare där och slutligen 1905 tidningens politiske redaktör. Vidare var han 1901–1903 ordförande i Studentersamfundet, blev 1905 ordförande i radikala vänsterns arbetsutskott och var 1907–1913 stadsfullmäktig i Köpenhamn. Redan 1898 hade han, om än förgäves, sökt bli invald i folketinget, men 1909 invaldes han där för Holbækkretsen, och från 1910 representerade han Kalundborgkretsen i folketinget. 
Rode kom rätt snart att spela en roll som en av radikala partiets talare, och 21 juni 1913 upptogs han i Zahles ministär som inrikesminister; han medverkade 1915 till den kompromiss, som ledde till antagandet av den nya grundlagen. Rode utgav de två satiriska skådespelen Harlekins Omvendelse (1899), emot dem, som för världslig vinning sviker sin ungdoms frihetskrav, och Nationalgaven eller den berømte Olding (1902). Han avgick jämte den övriga ministären 29 mars 1920. Som minister var han högste representanten för den kontrollerande och restriktiva verksamhet, som under första Världskriget utvecklades från statens sida och som sedan endast stegvis avvecklades. Rode var därefter sitt partis referent i folketinget, till vars ihärdigaste och mest begåvade talare och taktiker han hörde. År 1921 utgav han I Krigens Vendetegn, ett urval av tal under kriget.